# Microrregión del Alto Parnaíba Piauiense
La microrregión del Alto Parnaíba Piauiense es una de las microrregiones del estado brasileño del Piauí perteneciente a la mesorregión Sudoeste Piauiense. Su población según el censo 2010 es de 43.606 habitantes y está dividida en cuatro municipios.Su población está formada por una mayoría de negros y mulatos 57.3 blancos de origen portugués y árabe 23.6 caboclo (mestizos de indios y blancos) 18.9 y asiáticos 0,2 solo 14 indígenas habitaban la región en 2010.  Posee un área total de 25.525,453 km².

## Municipios
- Baixa Grande do Ribeiro
- Ribeiro Gonçalves
- Santa Filomena
- Uruçuí

- Datos: Q2290696